# Östersjön (Nora socken, Ångermanland)
Östersjön är en sjö i Kramfors kommun i Ångermanland och ingår i Nätraån-Ångermanälvens kustområde. Sjön har en area på 0,0788 kvadratkilometer och ligger 16,2 meter över havet.

## Delavrinningsområde
Östersjön ingår i det delavrinningsområde (696957-162380) som SMHI kallar för Rinner mot N Höga kustens kustvatten. Medelhöjden är 71 meter över havet och ytan är 10,05 kvadratkilometer. Det finns inga avrinningsområden uppströms utan avrinningsområdet är högsta punkten. Avrinningsområdets utflöde mynnar i havet, utan att ha någon enskild mynningsplats. Avrinningsområdet består mestadels av skog (89 procent). Avrinningsområdet har 0,07 kvadratkilometer vattenytor vilket ger det en sjöprocent på 0,7 procent.